# Tetracera lasiocarpa
Tetracera lasiocarpa är en tvåhjärtbladig växtart som beskrevs av August Wilhelm Eichler. Tetracera lasiocarpa ingår i släktet Tetracera och familjen Dilleniaceae. Inga underarter finns listade i Catalogue of Life.